# جامعة ديلاوير
جامعة ديلاوير هي جامعة بحثية عامة تقع في مدينة نيوارك بولاية ديلاوير، وتعتبر أكبر جامعة في الولاية. تقدم الجامعة حاليًا أكثر من 135 برنامجًا لدرجات البكالوريوس، إضافة إلى 67 برنامجًا للدكتوراه، و142 برنامجًا للماجستير، بالإضافة إلى 14 درجة مزدوجة، و15 برنامجًا متعدد التخصصات، و12 برنامجًا عبر الإنترنت، و28 برنامجًا لشهادات متخصصة، موزعة عبر سبع كليات. كما تضم أكثر من 82 مركزًا ومعهدًا بحثيًا، وتعد من بين أفضل 100 مؤسسة على مستوى الولايات المتحدة في مجال الالتزامات الفيدرالية المتعلقة بالعلوم والهندسة، إضافة إلى المبادرات متعددة التخصصات في مجالات علوم الطاقة والسياسة، والبيئة، وصحة الإنسان.
يقع الحرم الجامعي الرئيسي في نيوارك، ويشمل الجامعة أيضًا فروعًا في دوفر، ويلمنجتون، لويس، وجورج تاون. تُعد جامعة ديلاوير مؤسسة كبيرة تضم حوالي 18,500 طالب جامعي و4,500 طالب دراسات عليا. رغم أنها جامعة خاصة من حيث الحوكمة، إلا أنها تحصل على تمويل حكومي كونها مؤسسة بحثية رائدة في مجالات الأرض والبحر والفضاء بدعم من الدولة.
صنفت جامعة ديلاوير من قبل تصنيف كارنيجي كمؤسسة أبحاث ذات نشاط بحثي مرتفع جدًا. وتتمتع برامجها في الهندسة والعلوم، والأعمال، وإدارة الضيافة، والتعليم، والشؤون الحضرية، والسياسة العامة، والإدارة العامة، والزراعة، والتاريخ، والهندسة الكيميائية، والبيولوجية الجزيئية، والكيمياء، والكيمياء الحيوية بسمعة مميزة، لا سيما بفضل وجود صناعات كيميائية وصيدلانية راسخة في الولاية مثل دوبونت وشركة غور. كما أنها من بين أربع جامعات فقط في أمريكا الشمالية تقدم تخصصًا رئيسيًا في الحفاظ على الفنون. وفي عام 1923، كانت جامعة ديلاوير أول جامعة أمريكية تطلق برنامجًا للدراسة في الخارج.
تعود أصول الجامعة إلى مدرسة تأسست عام 1743، مما يجعلها واحدة من أقدم المؤسسات التعليمية في البلاد. كان ضمن طلابها الأصليين عشرة طلاب من بينهم جورج ريد وتوماس ماكين وجيمس سميث، الذين وقعوا على إعلان الاستقلال. ومع ذلك، لم تُعتمد رسميًا كمؤسسة للتعليم العالي إلا في عام 1833.

## الخريجون وأعضاء هيئة التدريس البارزون
- أبرز المشاهير الذي تخرجوا من جامعة ديلاوير:
- جو بايدن، رئيس الولايات المتحدة السادس والأربعون
- جيل بايدن، السيدة الأولى للولايات المتحدة
- كريس كريستي ، الحاكم السابق لولاية نيوجيرسي
- إيلينا ديلي دون ، نجمة WNBA
- جو فلاكو ، اتحاد كرة القدم الأميركي
- قيصر رودني ، الموقع على إعلان الاستقلال

## روابط خارجية
- الموقع الرسمي
- ديلاوير موقع ألعاب القوى